# Раменье (Грязовецкий район)
Раменье — деревня в Грязовецком районе Вологодской области.
Входит в состав Сидоровского муниципального образования, с точки зрения административно-территориального деления — в Сидоровский сельсовет.
Расстояние по автодороге до районного центра Грязовца — 41,5 км, до центра муниципального образования Сидорово — 6,5 км. Ближайшие населённые пункты — Бубейкино, Нешарово, Кельино, Левино.
По переписи 2002 года население — 15 человек.